# Віллінгтон (Коннектикут)
Віллінгтон (англ. Willington) — місто (англ. town) в США, в окрузі Толленд штату Коннектикут. Населення — 5566 осіб (2020).

## Демографія
Згідно з переписом 2010 року, у місті мешкала 6041 особа в 2423 домогосподарствах у складі 1465 родин. Було 2637 помешкань
Расовий склад населення:
| - 93,2 % — білих - 3,3 % — азіатів - 0,8 % — чорних або афроамериканців - 0,3 % — корінних американців |

До двох чи більше рас належало 1,6 %. Частка іспаномовних становила 3,4 % від усіх жителів.
За віковим діапазоном населення розподілялося таким чином: 18,5 % — особи молодші 18 років, 70,8 % — особи у віці 18—64 років, 10,7 % — особи у віці 65 років та старші. Медіана віку мешканця становила 38,3 року. На 100 осіб жіночої статі у місті припадало 104,3 чоловіків;  на 100 жінок у віці від 18 років та старших — 104,8 чоловіків також старших 18 років.
Середній дохід на одне домашнє господарство  становив 96 088 доларів США (медіана — 75 885), а середній дохід на одну сім'ю — 118 002 долари (медіана — 94 224). Медіана доходів становила 50 229 доларів для чоловіків та 48 393 долари для жінок. За межею бідності перебувало 12,3 % осіб, у тому числі 10,7 % дітей у віці до 18 років та 5,0 % осіб у віці 65 років та старших.
Цивільне працевлаштоване населення становило 3502 особи. Основні галузі зайнятості: освіта, охорона здоров'я та соціальна допомога — 24,1 %, будівництво — 15,8 %, мистецтво, розваги та відпочинок — 12,6 %.